# Gentiana lutea
Gentiana lutea (genciana amarilla) es una especie de genciana nativa de las montañas del centro y sur de Europa, se encuentra dentro de la familia Gentianaceae. Es la más común en España y sin duda la más aprovechada, siendo relativamente abundante en la cordillera Cantábrica. Se usa como planta medicinal y como aromatizante de bebidas. En 2005 se inició una prueba de cultivo en Villablino (León) a partir de semillas recogidas en la comarca.

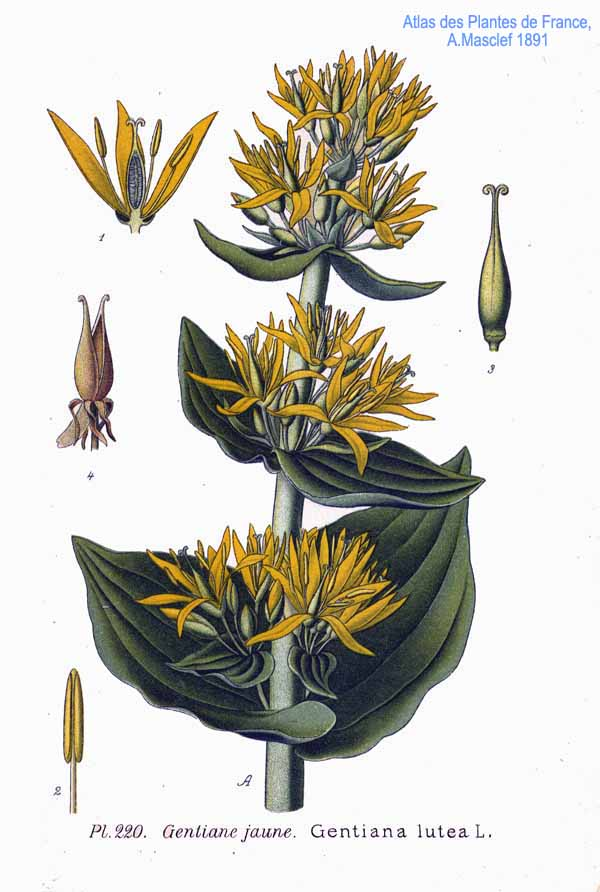
Ilustración

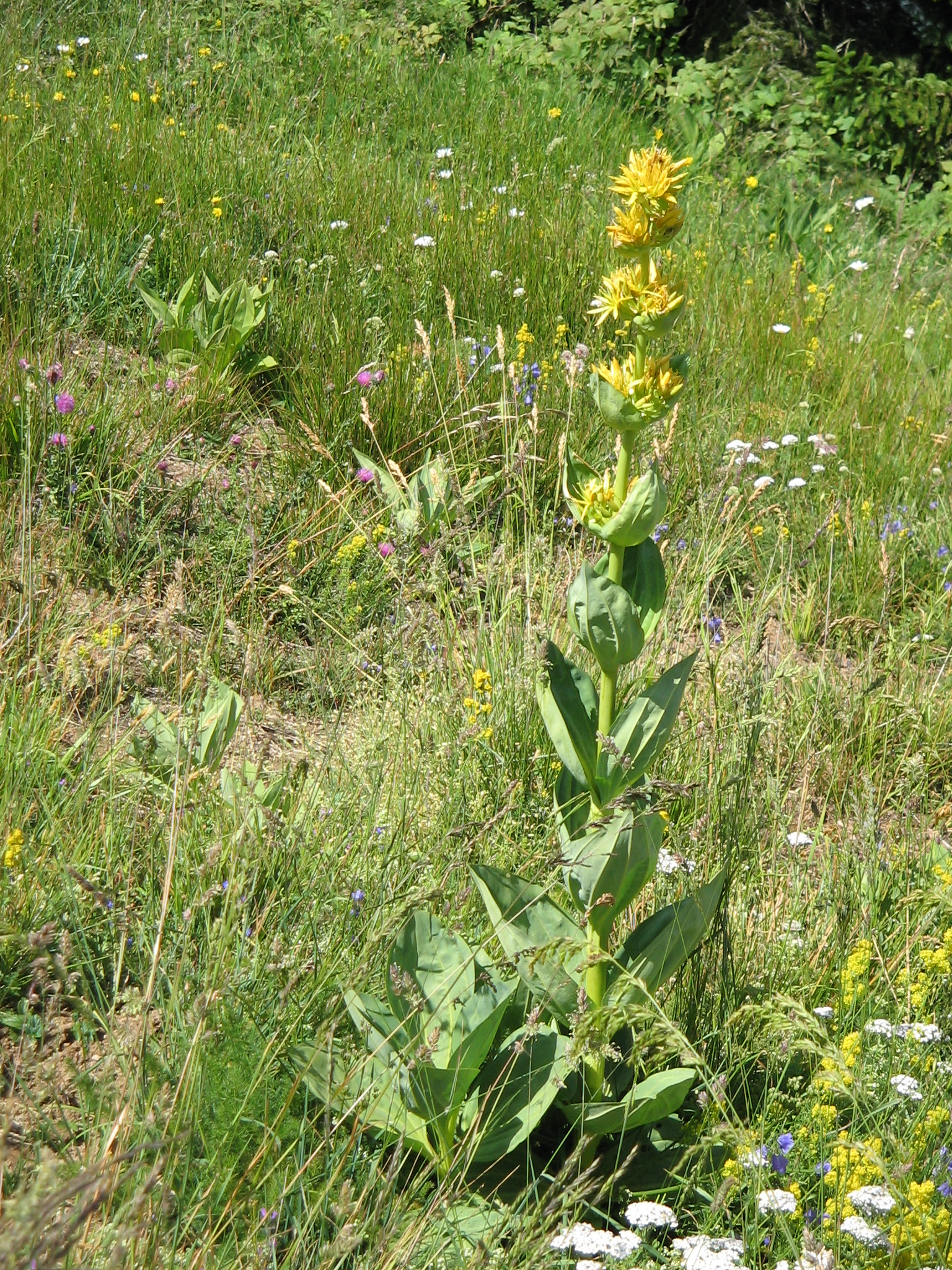
Vista de la planta

## Descripción
Es una planta perenne herbácea, que alcanza de uno a dos m de altura, con hojas lanceoladas anchas a elípticas de 10 a 30 cm de longitud y 4 a 12 cm de anchura. Las flores son amarillas, con la corola separada próxima a la base de 5 a 7 pétalos estrechos. Se desarrolla en los prados alpinos y subalpinos.

## Propiedades
Es de destacar que sus propiedades intensamente amargas, residen especialmente en su raíz y en menor medida en el resto de la planta, haciendo de ella un apreciado tónico digestivo y aperitivo. La raíz es el principal remedio tónico amargo usado en la medicina popular. La genciana se usa con frecuencia como componente de bebidas tónicas amargas (bitter, vermú, amargo de angostura, suze). 
La raíz es antihelmíntica, antiinflamatoria, antiséptico, tónico amargo, colagogo, emenagogo, febrífugo, refrigerante y estomáquico.
Era usada en la Edad Media como un antídoto contra ciertos venenos.
La raíz de genciana, gracias a sus propiedades que están mencionadas en las líneas superiores, es recomendada para las siguientes patologías:
- Problemas digestivos
- Problemas en la piel
- Diurético natural, ideal para prevenir piedras en el riñón
- Prevenir lombrices intestinales

## Usos
Las partes medicinales son las partes subterráneas desecadas de la planta, y en menor medida, las partes aéreas dañadas.
El palo de genciana tiene una larga historia de uso como tónico amargo en los tratamientos de las alteraciones digestivas y es un componente de muchos medicamentos que se utilizan para esto. Contiene algunos de los componentes más amargos conocidos, y se utiliza como componente básicos de uso científico para medir el grado de amargor. Es ingrediente del biter suizo Suze.
Se considera especialmente útil en estados de decaimiento de enfermedad crónica y en todos los casos de debilidad del sistema digestivo y falta de apetito.
Se toma oralmente en los tratamientos de dolencias de hígado, indigestión, infecciones gástricas y anorexia. No debe ser prescrito en pacientes con úlceras duodenal o gástrica. La raíz pivotante puede ser tan gruesa como el brazo de una persona, de la que salen varias ramificaciones bien desarrolladas. La raíz se extrae a finales del verano o en otoño, y se seca para un uso posterior y buenas intenciones.

## Taxonomía
Gentiana lutea fue descrita por Carlos Linneo y publicado en Species Plantarum 1: 227. 1753.
Etimología
Gentiana: Según Plinio el Viejo y Dioscórides, su nombre deriva del de Gencio, rey de Iliria en el siglo II a. C., a quien se atribuía el descubrimiento del valor curativo de la Gentiana lutea. El Banco de Albania ha recogido esta tradición: la Gentiana lutea está representada en el reverso del billete de 2000 lekë albaneses, emitido en 2008, en cuyo anverso figura el rey Gencio.
lutea: epíteto latino que significa "dorado, amarillo naranja".
Sinonimia
- Asterias hybrida G.Don
- Asterias lutea (L.) Borkh.
- Coilantha biloba Bercht. & J.Presl
- Gentiana major Bubani
- Gentianusa lutea (L.) Pohl
- Lexipyretum luteum Dulac[8]

## Nombre común
Agenciana, cenjana, chanzaina, funciana, genciana, genciana amarilla, genciana mayor, genciana rastrera, gengiba, gengiba de Jarava, gensiana, gonciana, gonzana, janciana, janzaina, junciana, junzana, quina de Europa, sanzaina, sianzaina, unciana, xanzaina, xaranzana, xonzana.